# National Provincial Championship Division 3 2003
La National Provincial Championship Division 3 2003 fue la decimonovena edición de la tercera división del principal torneo de rugby de Nueva Zelanda.

## Sistema de disputa
Los equipos enfrentan a los equipos restantes de su zona en una sola ronda.
Los primeros cuatro puestos clasifican a semifinales para posteriormente disputar la final entre los dos ganadores de las semifinales, el ganador de la final se corona campeón.

## Clasificación
Tabla de posiciones
| Pos. | Equipo            | Encuentros | Encuentros | Encuentros | Encuentros | Tantos | Tantos | Tantos | PB | PB | Puntos |
| Pos. | Equipo            | PJ         | PG         | PE         | PP         | F      | C      | Dif    | BO | BD | Puntos |
| ---- | ----------------- | ---------- | ---------- | ---------- | ---------- | ------ | ------ | ------ | -- | -- | ------ |
| 1.º  | South Canterbury  | 7          | 5          | 0          | 2          | 222    | 123    | +99    | 5  | 2  | 27     |
| 2.º  | King Country      | 7          | 5          | 0          | 2          | 182    | 139    | +43    | 2  | 2  | 24     |
| 3.º  | Wanganui          | 7          | 4          | 0          | 3          | 184    | 183    | +1     | 3  | 1  | 20     |
| 4.º  | Poverty Bay       | 7          | 4          | 0          | 3          | 171    | 174    | -3     | 4  | 0  | 20     |
| 5.º  | Horowhenua-Kapiti | 7          | 4          | 0          | 3          | 184    | 144    | +40    | 2  | 1  | 19     |
| 6.º  | Wairarapa Bush    | 7          | 3          | 0          | 4          | 153    | 158    | -5     | 4  | 2  | 18     |
| 7.º  | Buller            | 7          | 2          | 0          | 5          | 126    | 168    | -42    | 1  | 2  | 11     |
| 8.º  | West Coast        | 7          | 1          | 0          | 6          | 145    | 278    | -133   | 2  | 1  | 7      |

|  | Semifinalistas. |

### Semifinales
| 11 de octubre | King Country | 6 - 0 | Poverty Bay |  |  |

| 11 de octubre | South Canterbury | 16 - 17 | Wanganui |  |  |

### Final
| 18 de octubre | King Country | 16 - 28 | Wanganui |  |  |

| Bandera de Nueva Zelanda |
| Campeón Wanganui         |
| Tercer título            |